# إدارة مستشفيات

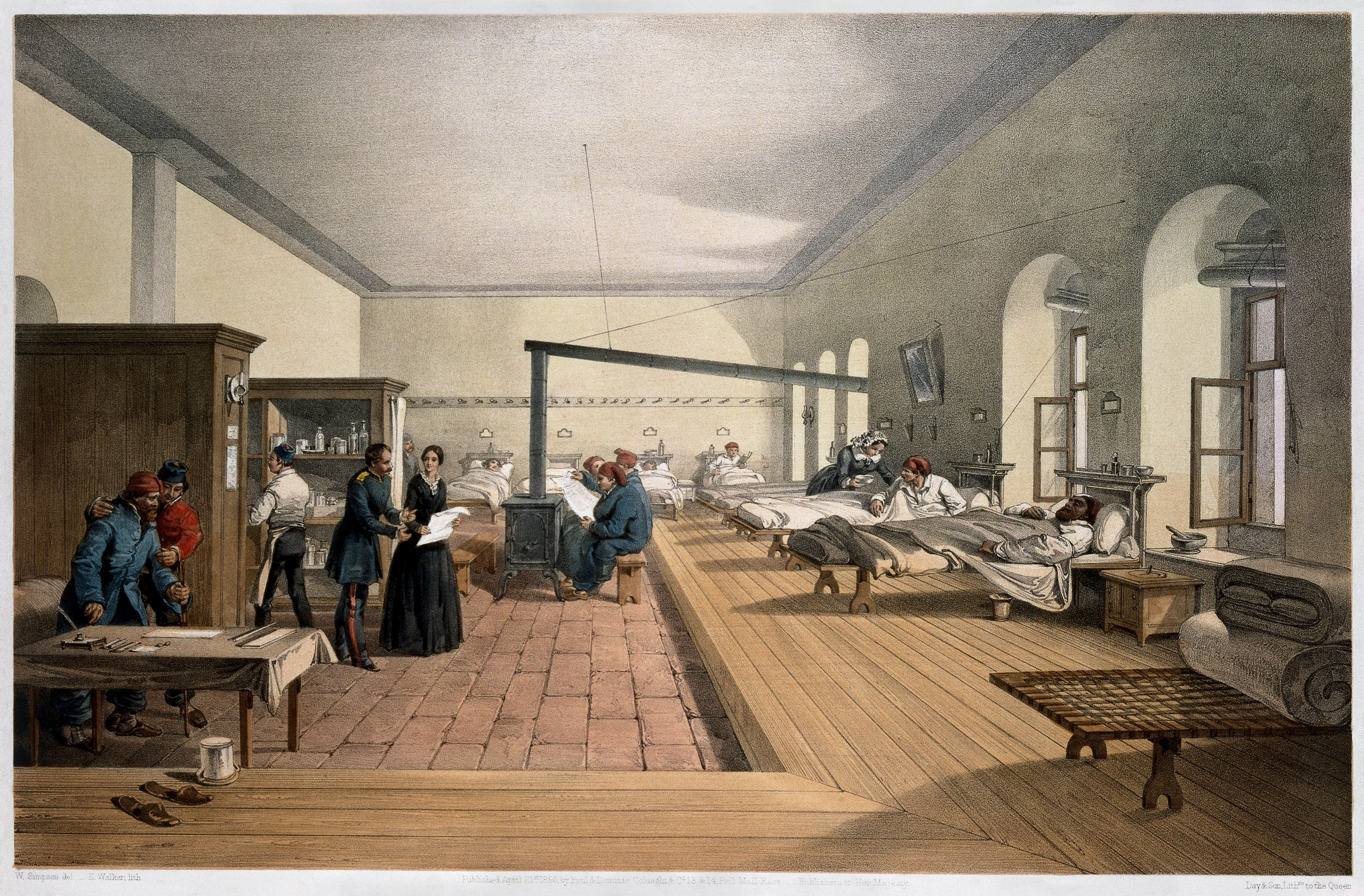

إدارة الشؤون الصحية أو إدارة الرعاية الصحية أو إدارة المستشفيات: هي المجال المعني بالسيطرة والإدارة والإشراف على أنظمة الصحة العامة وأنظمة الرعاية الصحية والمستشفيات، وعلى جميع الأقسام مثل قسم الصحة الوقائية وقسم علاج الأمراض.

## اصطلاحيًا
تصف إدارة الأنظمة الصحية أو إدارة أنظمة مؤسسات الرعاية الصحية، السيطرة والإدارة العامة للمستشفيات وتفرعاتها ومؤسسات الرعاية الصحية. يٌطلق هذا المصطلح في الاستخدام الدولي على الإدارة وفي جميع المستويات. في الولايات المتحدة، يُشار إلى إدارة مؤسسة واحدة كمستشفى مثلًا بمصطلح: (إدارة الخدمات الطبية والصحية) أو (إدارة الرعاية الصحية) أو (إدارة الصحة).
تضمن إدارة الأنظمة الصحية تحقيق نتائج متميزة، وسهولة في عمل الأقسام داخل المؤسسات الصحية، كذلك تضمن وجود الشخص المناسب في المكان المناسب، وأن يعرف كل شخص ما هو العمل المنتظر منه، أيضًا هي ضمان لاستخدام الموارد بكفاءة، وعمل جميع الأقسام معا نحو هدف مشترك للتنمية والنمو المتبادلين.

## مدراء المستشفى
مدراء المستشفى: عبارة عن شخص أو عدة أشخاص يمثلون المركز الرئيسي للتحكم داخل المستشفيات. قد يكون هؤلاء الأشخاص أطباء سابقين أو حاليين أو اشخاص لديهم خبرة في مجالات صحية أخرى. هناك نوعان من المدراء، المدراء العامون والمدراء المتخصصون.
المدراء العامون هم المسؤولون عن الإدارة والمساعدة في إدارة المؤسسة بأكملها. أما المدراء المتخصصون فهم المسؤولون عن القرارات الحاسمة والمؤثرة لقسم معين مثلًا: تحليل السياسات العامة، أو الأمور المالية، أو المحاسبة، أو الميزانية، أو الموارد البشرية، وكذلك التسويق.
أفيد في سبتمبر 2014، بأن الولايات المتحدة تنفق ما يقرب من 218 مليار دولار سنويًا على تكاليف إدارة المستشفى، وهو ما يعادل 1.43 في المئة من إجمالي الاقتصاد الأمريكي. ونمت النسبة المئوية المخصصة لإدارة المستشفيات في الاقتصاد الأمريكي وفقًا للشؤون الصحية من 0.9 في المئة عام 2000 إلى 1.43 في المئة عام 2012.
تخصص المستشفيات في إحدى عشر دولة مختلفة حوالي 12 بالمئة من ميزانيتها للتكاليف الإدارية. ففي الولايات المتحدة مثلًا، تنفق المستشفيات 25 بالمئة من ميزانيتها على التكاليف الإدارية.

### المهارات
تتطلب مهارات المركز الوطني لقيادة الرعاية الصحية NCHL العمل بمصداقية وإبداع وتحفيز في بيئات الرعاية الصحية الصعبة والنشطة.
- تحمل المسؤولية.
- التوجه نحو الإنجاز.
- تغيير القيادة.
- التعاون.
- مهارات التواصل.
- المهارات المالية.
- القوة والتأثير.
- التفكير الإبداعي.
- الوعي التنظيمي.
- الاحترافية.
- الثقة بالنفس.
- التوجه الاستراتيجي.
- تنمية المواهب.
- قيادة الفريق.

## التدريب والمنظمات

### المؤهلات ذات الصلة
تدرس عادة إدارة الرعاية الصحية من خلال برامج إشراف الرعاية الصحية أو إدارة الرعاية الصحية في كلية إدارة الأعمال وكلية الصحة العامة وفي بعض المؤسسات الأخرى.

### أمريكا الشمالية
تقدم العديد من الكليات والجامعات درجة البكالوريوس في إدارة الرعاية الصحية أو الموارد البشرية، وعلى الرغم من ذلك، تعتبر درجة الماجستير (الاعتماد القياسي) لمعظم مسؤولي الصحة في الولايات المتحدة.
تؤهل درجات الدكتوراه البحثية والأكاديمية، مثل دكتوراه الفلسفة (PhD) في الإدارة الصحية، والدكتوراه في الإدارة الصحية (DHA) مختصّي الرعاية الصحية، لتحويل خبراتهم السريرية أو الإدارية إلى فرص لتطوير علوم جديدة، وممارسة وتعليم وتشكيل السياسة العامة، وقيادة المؤسسات المهمة. هناك العديد من أنواع الشهادات المعترف بها والتي تعتبر معادلة من منظور الإعداد المهني.
تشرف لجنة اعتماد تعليم إدارة الرعاية الصحية (CAHME) على برامج الماجستير في الولايات المتحدة وكندا نيابة عن وزارة التعليم الأمريكية.